# Parastrangalis distinguenda
Parastrangalis distinguenda là một loài bọ cánh cứng trong họ Cerambycidae.